# 全面攻佔：倒數救援
《全面攻佔：倒數救援》（英語：Olympus Has Fallen）是一部於2013年上映的美国動作電影，由安东尼·福奎阿執導，傑拉德·巴特勒、艾伦·艾克哈特、摩根·弗里曼和蕾達·蜜雪兒主演。劇情描述當一群偽裝成南韓政府要員的北韓恐怖份子佔領美國白宮並綁架美國總統作為人質後，前美國特勤局探員麥可·班寧自告奮勇營救總統。
該片為《全面攻佔》系列電影的首部作品，定於2013年3月22日在美國上映。該片在影評人間褒貶不一，福奎阿的導演和巴特勒的演出備受讚譽，但批評了其暴力和劇本。《全面攻佔：倒數救援》是2013年兩部關於白宮襲擊的電影，另一部是《白宮末日》。
續集《全面攻佔2：倫敦救援》於2016年推出。

## 劇情
從美國陸軍遊騎兵退役的美國特勤局隊員麥克·班寧，負責保護美國總統班傑明·亞瑟的安全。一次聖誕節前夕，亞瑟跟妻子瑪姬和兒子康納到大衛營度假折返時，在一座橋上因雪天路滑導致車禍，總統轎車剛好被卡在橋邊上並開始下墜。因情況急迫，班寧只將亞瑟拽出汽車，第一夫人跟著汽車掉下橋梁墜亡。事後，亞瑟和康納父子倆處於長時間的悲痛期，班寧也因為此事造成難以抹去的心理陰影，於是退出特勤隊調至美國財政部的保全工作。十八個月後，美國獨立日隔天，班寧經由他的老友兼特勤局長蓮恩·傑克布斯得知，亞瑟今日要和到訪的韓國總理討論朝鮮核問題。
當天下午，韓國李總理與其隨扈保全隊伍，隨行包括前總統特勤隊員戴夫·佛布斯一起來到白宮訪問。但於談話的途中，一架不明AC-130空中砲艇突然飛進華盛頓特區，開始用兩門空對地機槍對白宮一帶掃射，亞瑟立刻伴隨保全和李總理趕往白宮地下的總統緊急行動中心（P.E.O.C.）躲避。白宮一帶造成多數死傷和慌亂，敵機最終被安德魯斯空軍基地派出的F-22戰機擊落，其墜毀時也將華盛頓紀念碑撞塌。空襲剛結束，白宮外圍一群偽裝成旅行團的朝鮮武裝分子，炸開圍墻後集體進入白宮發動攻擊，還靠兩輛垃圾車裝載的M240通用機槍殺光所有護衛，在十三分鐘內將白宮攻佔。在行動中心裡，眾保全人員，包括佛布斯突然反叛，將美國總統和韓國總理等官員扣爲人質。
當時在五角大廈裏的眾議院議長艾倫·川布成為代理總統，韓方隨扈朴先生表示自己是這次襲擊的主謀，限川布在凌晨之前撤走日本海的第七艦隊以及部署於韓朝非軍事區週邊的二萬八千餘名駐韓美軍；不僅如此，朴先生還從參謀長聯席會議主席和國防部長兩人口中得到兩組「地獄犬指令」（美軍防止核彈錯亂發射的緊急指令）的密碼，最後只剩下總統的密碼。班寧趕到白宮後潛伏進去，進入總統辦公室取得衛星電話聯絡五角大廈匯報情況。為了防止總統因家人遭要挾而妥協，班寧搶先救出躲在白宮避難通道裡的康納，用通風道將他送出去後被美軍營救。他隨後抓獲兩位敵軍，問出主謀朴先生的真實身份為朝鮮恐怖分子姜延朔，其母親曾經因為非軍事區的美軍地雷喪生，使他躲在韓國政府裡製造針對外交的多數恐怖襲擊。
姜延朔發現班寧的行蹤后命令佛布斯去殺他，佛布斯跟班寧會面後靠跟他的朋友關係來蒙混過去，但最終說漏嘴而暴露身份，班寧讓佛布斯用通訊器對姜延朔謊稱班寧已死後殺死他。這時，陸軍參謀長克雷格上將派遣六架海豹部隊黑鷹直升機對白宮發動軍事救援，卻未知被姜延朔的一架型無人機偵測到。姜延朔便在樓頂安置好一架次世代防空武器「九頭蛇六號」（Hydra 6），使得六架直升機受到毀滅性打擊。班寧雖然用火箭炮摧毀武器，但六架直升機中墜毀五架，班寧同時也嚴重受傷；這場失敗行動還導致人質之一的副總統被姜延朔處決。班寧清醒後靠關閉鎖住行動中心的連線，迫使姜帶著國防部長放到白宮門口，本要當眾殺她，但班寧的干預導致姜延朔逃回地堡，國防部長也跑出白宮外獲救。
川布議長面臨巨大壓力只能照敵方要求撤走第七艦隊和非軍事區的美軍，順便調來姜延朔額外要求的一架撤離用直升機停在白宮門口。大部分敵軍拴著人質全體著裝黑衣，在美軍無法辨認身份的情況搭上直升機，但直升機升空後突然爆炸，在場所有人都認為姜延朔靠自殺式襲擊殺死總統，只有班寧認為這是圈套而跑回地堡，如同推論，姜延朔僞造自己和亞瑟的死亡，破解完最後一組地獄犬密碼將其啓動後，對美國地底下所有核彈設定好倒數五分钟自行引爆，讓美國國土經歷核爆後永遠變成一片核荒原。當他挾持亞瑟準備通過地道逃離時，而班寧及時趕到殺死剩餘敵軍，亞瑟爲了保護班寧而中槍受傷。班寧和姜延朔展開最終對決，亞瑟幫助班寧使姜延朔分心一刻，班寧找準時機一刀刺死姜延朔使他斃命。
班寧回應五角大樓，得到且輸入地獄犬的終止密碼後，在最後幾秒時刻成功將系統關閉。眾人一陣慶幸和歡呼，川布也立刻聯絡首爾，表示會將第七艦隊派回韓國週邊。班寧扶著負傷的亞瑟走出白宮，兩者均和家人團聚。紀念碑和白宮於災後開始重建工作，班寧也因爲這次英勇舉動而重任特勤隊員。

## 角色
| 演員                          | 角色                            | 備註 |
| 傑拉德·巴特勒 Gerard Butler   | 麥克·班寧 Mike Banning          | 美軍退役特戰隊員，如今是總統特勤隊員，但在一年半前的車禍後因爲選擇救出總統而害死第一夫人，感到自責而退出一線。 |
| 亞倫·艾克哈特 Aaron Eckhart   | 班傑明·亞瑟 Benjamin Asher      | 美國總统，同樣盡忠職守，自己妻子死于車禍後陷入悲痛，在恐怖襲擊中被匪徒劫爲人質。                               |
| 摩根·費里曼 Morgan Freeman    | 艾倫·川布 Allan Trumbull        | 美國眾議院議長，在恐怖襲擊中暫時擔任美國代理總統。                                                             |
| 安琪拉·貝瑟 Angela Bassett    | 蓮恩·傑克布斯 Lynne Jacobs      | 美國特勤局局長，與麥克長期保持友好關係。                                                                       |
| 尹成植 Rick Yune              | 姜延朔 Kang Yeonsak             | 來自朝鲜的恐怖分子，白宮恐怖襲擊的主謀，假扮成韓國總理隨扈而潛入白宮。                                         |
| 迪倫·麥狄蒙 Dylan McDermott   | 戴夫·佛布斯 Dave Forbes         | 前總統特勤隊員，受到朝鮮恐怖主義的誘惑，為了利益選擇出賣美國和機密。                                           |
| 羅伯特·佛斯特 Robert Forster  | 愛德華·克雷格 Gen. Edward Clegg | 美國陸軍參謀長，襲擊發生時在五角大廈裡輔佐代理總統川布                                                         |
| 芬利·傑克布森 Finley Jacobsen | 康納·亞瑟 Connor Asher          | 亞瑟總統之子，聰明、獨立且勇敢的男孩，跟班寧是好友關係。                                                       |
| 艾許莉·賈德 Ashley Judd       | 瑪格麗特·埃舍 Margaret Asher    | 美國第一夫人，亞瑟的妻子，一年半前因車禍死亡。                                                                 |
| 梅莉莎·李歐 Melissa Leo       | 露絲·麥米蘭 Ruth McMillan       | 美國國防部长，恐怖襲擊中與亞瑟一起被抓為人質。                                                                 |
| 蕾達·蜜雪兒 Radha Mitchell    | 莉亞·班寧 Leah Banning          | 護士，班寧的妻子，在襲擊裡擔任醫護人員。                                                                       |

## 評價
爛番茄新鮮度48%，基於183條評論，平均分為5.3/10，觀眾評價高達67%，而在Metacritic上得到41分，IMDB上得6.5分，評價兩極，多數好評傾向觀眾。CinemaScore的观众对电影的评分为A+到F等级，平均評分「A-」。

## 票房
美国首周末收获3050万美圆名列第二位。
| 上一届： 《魔境仙蹤》 | 2013年香港一週票房冠軍 第11周 | 下一届： 《義勇群英：毒蛇反擊戰》 |
| 上一届： 《奧茲大帝》 | 2013年台北週末票房冠軍 第13周 | 下一届： 《特種部隊2：正面對決》  |

## 續集
續集改由巴巴克·納加菲執導，美國於2016年3月4日上映。

## 備註
1. ↑  姜延朔一角之英語名「Kang Yeonsak」對應韓語諺文為，其中（Sak）之對應漢字可為朔、數、索、鑠等，但不包括「碩」字。

## 外部連結
- 《全面攻佔：倒數救援（页面存档备份，存于）》官方網站（英文）
- 互联网电影数据库（IMDb）上《全面攻佔：倒數救援》的资料（英文）
- AllMovie上《全面攻佔：倒數救援》的资料（英文）
- Box Office Mojo上《全面攻佔：倒數救援》的資料（英文）
- 爛番茄上《全面攻佔：倒數救援》的資料（英文）
- Metacritic上《全面攻佔：倒數救援》的資料（英文）
- TCM电影资料库上《全面攻佔：倒數救援》的资料（英文）